# Barndakéyel
Barndakéyel est un village du Cameroun situé dans le département de la Bénoué et la Région du Nord. Il fait partie de la commune de Barndaké, créée en 2007.

## Population
Lors du recensement de 2005, 52 habitants y ont été dénombrés.